# Riccardo Ferri
Riccardo Ferri (ur. 20 sierpnia 1963 w Cremie) – włoski piłkarz, obrońca. Brązowy medalista MŚ 1990. Długoletni zawodnik Interu.
W Interze grał 13 lat. W Serie A debiutował 11 października 1981 w spotkaniu z Ceseną. W Mediolanie wywalczył tytuł mistrza kraju (1989), Superpuchar Włoch (1989) oraz dwukrotnie Puchar UEFA (1991 i 1994). W 1994 wspólnie z Walterem Zengą odszedł do Sampdorii, gdzie w 1996 zakończył karierę.
W reprezentacji Włoch zagrał 45 razy i strzelił 4 bramki. Brał udział w igrzyskach w Los Angeles, ale nie wystąpił w żadnym meczu. Debiutował 6 grudnia 1986 r. w meczu z Maltą, ostatni raz zagrał w 1992 r. W 1988 r. zdobył brązowy mistrzostw Europy. Podczas MŚ 90, gdzie Włosi wywalczyli III miejsce, wystąpił we wszystkich meczach Italii.